# Бережанські вісти
Бережанські вісти — щомісячна газета. Виходила в м. Бережани (тепер райцентр Тернопільської області) від 1935. Видавець і відповідальний редактор Ю. Поплавський.
Редакція газети ставила своїм завданням виконувати для українців «роль виховного і будуючого чинника».
Серед рубрик:
- «З життя Бережанщини»,
- «Огляд світових і краєвих подій»,
- «Практичні поради»,
- «Правничий куток»,
- «Думки»,
- «Відгадайте»,
- «Усмішки».

У ЛНБ збереглося 5 номерів 1935—1936 року.